# Harpale (Macédoine)
Pour les articles homonymes, voir Harpale.
Harpale (en grec ancien Ἅρπαλος / Hárpalos) est le trésorier d'Alexandre le Grand. Sa fuite avec une partie du trésor l'entraîne à Athènes, où il est le déclencheur d'un scandale qui met en cause l'orateur Démosthène : l'affaire d'Harpale. Il est assassiné en Crète en 323 av. J.-C.

## Biographie

### Sous le règne d'Alexandre
Issue de la famille princière d'Élimée, et peut-être apparenté à Antigone le Borgne, Harpale fait partie de l'entourage d'Alexandre depuis son enfance. Il aurait pour fils Calas, satrape de Phrygie hellespontique.
En 337 av. J.-C., Harpale intervient dans le mariage que Pixodaros, satrape de Carie, veut nouer entre sa fille et Arrhidée, fils de Philippe II. Comme d'autres amis d'Alexandre, tels Ptolémée et Néarque, il suggère au futur roi de contrecarrer cette union et de prendre lui-même la jeune fille pour épouse. Une fois le complot découvert, Philippe exile Harpale et les autres compagnons d'Alexandre.
Il séjourne plusieurs fois en Grèce, notamment à Athènes. Lors de l'expédition asiatique d'Alexandre, il est chargé de réorganiser les finances des provinces conquises puis est désigné satrape de Babylonie en 331. Pendant son séjour, il s'emploie à acclimater des plantes grecques au climat de la région. Alexandre lui demande de lui faire parvenir des livres de Philistos (historien syracusain), des tragédies d'Euripide, Sophocle et Eschyle ainsi que des dithyrambes de Télestès de Sélinonte et de Philoxénos de Cythère.

### Fuite
Harpale devient trésorier d'Alexandre, c'est-à-dire gardien de ses réserves d'or, à cause de son incapacité physique au combat. Puis il quitte Babylone avec une partie des fonds et se réfugie à Athènes. Là, il s'attache les faveurs d'une hétaïre, Pythonikè, qu'il finit par épouser et qui lui donne un enfant. Il lui élève un tombeau à sa mort. Pour Pausanias, ce tombeau, situé sur la route Athènes-Éleusis, est l'un des plus beaux et des plus grands d'Athènes. Pour Plutarque, il « ne vaut vraiment pas les trente talents qu'Harpale avait, dit-on, comptés à Chariclès pour le réaliser ». Pardonné, il retrouve tous ses honneurs. Cependant à l'automne 325, alors qu'Alexandre est sur la route de Babylone, Harpale s'enfuit de nouveau : il craint d'être puni pour son train de vie dispendieux. Il emporte avec lui 5 000 talents et s'installe d'abord à Tarse, en Cilicie. Puis, comptant sur ses largesses envers Athènes, il part pour l'Attique. Alexandre menace alors Athènes d'une expédition si elle accueille son trésorier en fuite.
Au printemps 324, Harpale se présente au Pirée, fort de 20 navires et d'un millier de mercenaires. L'orateur Démosthène lui fait aussitôt interdire l'accès de la cité. Harpale se représente de nouveau avec une seule trière et peut entrer. Cependant, sur les exhortations de Démosthène, il est arrêté sur-le-champ et sa fortune est placée sous séquestre, dans l'attente d'un envoyé d'Alexandre. Tiraillés entre le désir d'accueillir un ennemi d'Alexandre et la peur des représailles, les Athéniens décident de fermer les yeux sur l'évasion d'Harpale, qui s'enfuit en Crète. Après le départ de ce dernier, cependant, on ne trouve plus que la moitié de la somme mise sous séquestre. Démosthène et d'autres orateurs sont accusés de corruption : c'est l'affaire d'Harpale.
Peu de temps après son arrivée en Crète, en 323, Harpale est assassiné par Thibron, l'un de ses compagnons. La fille qu'il a eue de Pythonikè est recueillie par l'orateur athénien Phocion tandis que l'intendant d'Harpale s'enfuit à son tour avec l'argent à Rhodes.

### Sources antiques
- Diodore de Sicile, Bibliothèque historique [détail des éditions] [lire en ligne], XVII.
- Plutarque, Vies parallèles [détail des éditions] [lire en ligne], Alexandre ; Démosthène.